# Exeter (Nueva York)
Exeter es un pueblo ubicado en el condado de Otsego en el estado estadounidense de Nueva York. En el año 2000 tenía una población de 954 habitantes y una densidad poblacional de 11.5 personas por km².

## Geografía
Exeter se encuentra ubicado en las coordenadas 42°47′4″N 75°5′20″O / 42.78444, -75.08889.

## Demografía
Según la Oficina del Censo en 2000 los ingresos medios por hogar en la localidad eran de $36,607 y los ingresos medios por familia eran $41,184. Los hombres tenían unos ingresos medios de $27,083 frente a los $20,855 para las mujeres. La renta per cápita para la localidad era de $15,599. Alrededor del 12.3% de la población estaban por debajo del umbral de pobreza.